# 利生银行
，1862年成立于英国伦敦的一家银行，中国早期外商银行之一，1864年在上海和香港设立分行，成立通告中称“利申银行”，后在宁波、汉口、九江、福州设有分支机构。:3上海分行成立于1864年2月1日，行址在江西路，经理为安德森，收售汇票，发行信用证和经营各种银行业务。
1860年代，由于美国内战导致棉花出口受阻，印度棉业出现投机热潮，棉业投机又带动了金融投机，英国殖民地银行急速膨胀，1862年至1865年四年时间里有17家银行成立，利生银行就是其中之一。利生银行名义上的开办资本有200万英镑，但实际上它的实收资本仅有17万英镑。美国内战结束后，欧洲棉业危机爆发，并引发了1866年英国和印度的金融恐慌，1866年11月，利生银行受金融恐慌波及而倒闭了。

## 相关
汇丰银行的第一位会计师格里哥曾在利生银行任会计师。